# هرشل وی. جانسون
هرشل وی. جانسون (به انگلیسی: Herschel V. Johnson) سناتور سابق عضو حزب دموکرات ایالات متحده آمریکا بود. وی در سال ۱۸۴۸ تا ۱۸۴۹ میلادی سناتور ایالت جورجیا در سنای ایالات متحده آمریکا بود.